# آب‌انبار حاج رضا قلی
آب‌انبارحاج رضا قلی مربوط به ۱۳۰۰ ه‍.ق است و در شهرستان اراک، بخش مرکزی، دهستان مشک آباد، روستای ابراهیم‌آباد واقع شده و این اثر در تاریخ ۲۸ اسفند ۱۳۸۵ با شمارهٔ ثبت ۱۹۰۳۰ به‌عنوان یکی از آثار ملی ایران به ثبت رسیده است.